# 饋羹裂花介
饋羹裂花介（学名：Schizocythere kueikenga）为浪花介科裂花介屬下的一个种。